# Křížová cesta (Radnice)
Křížová cesta v Radnicích na Rokycansku se nachází severovýchodně nad městem. Začíná u Městského rybníka v ulici Pod Kalvárií, poté odbočuje vlevo na lesní cestu ke Kalvárii. Spolu s kaplí Navštívení Panny Marie je chráněna jako nemovitá Kulturní památka České republiky.

## Historie
Křížová cesta je tvořena čtrnácti kamennými sloupky na trojdílném podstavci. V hranolových kapličkách na dříku býval v každém zastavení obrázek. Cesta byla postavena roku 1883.

### Poutní kaple Navštívení Panny Marie na Kalvárii
Barokní stavba vznikla kolem roku 1745 nákladem Jana Václava z Bubna a Litic, patrně podle návrhu Kiliána Ignáce Dientzenhofera. Kaple je v základu čtvercová, má zkosené rohy a polokruhový prostor presbytáře a kruchty, které jsou vestavěné v obdélném průčelí. V ose lodi je čtvercová sakristie. Hlavní prostor je sklenut plackou, presbytář konchou, sakristie je zaklenuta plackou na lunetách.
V blízkosti kaple stojí bývalá poustevna.

### Socha Piety
Barokní socha se nachází na hrázi rybníka při cestě na Kalvárii. Pochází z 1. poloviny 17. století. Na soklu je nápis: „Oroduj za nás sv. Boží Rodičko“. Roku 2010 byla restaurována.